# 恆河鱉
恆河鱉（Nilssonia gangetica）是分佈在南亞河流，如恆河、印度河及默哈訥迪河的一種鱉。

## 特徵
恆河鱉有八對肋板，最後一對發展良好及與中線相連。板片表面粗糙不平。上腹甲稍微分開，形成一個鈍角或直角。胸甲很大。幼鱉的背部皮膚有細小的結節。頭部中等大小，吻約與眼窩直徑相等。眼間距離比鼻孔細小。牠們的背部呈橄欖色，幼鱉有一些黑紋，但沒有眼紋。頭部至頸背間有黑色斑紋，下身呈黃色。

## 外部連結
- TIGR Reptile Database上的Nilssonia gangetica
- 恆河鱉的相片